# Stylurus occultus
Stylurus occultus är en trollsländeart som först beskrevs av Selys 1878.  Stylurus occultus ingår i släktet Stylurus och familjen flodtrollsländor. Inga underarter finns listade i Catalogue of Life.